# Valdeci Basílio da Silva
Valdeci Basílio da Silva (nacido el 14 de julio de 1972) es un exfutbolista brasileño que se desempeñaba como delantero.
Jugó para clubes como el Coritiba, Kashiwa Reysol, Palmeiras, Ponte Preta, Grêmio, Santos y Tokyo Verdy.

## Trayectoria

### Clubes
| Club                    | País   | Año         |
| ----------------------- | ------ | ----------- |
| XV de Jaú               | Brasil | 1993        |
| Andradina               | Brasil | 1993        |
| XV de Jaú               | Brasil | 1994        |
| Internacional-Bebedouro | Brasil | 1994        |
| Olímpia                 | Brasil | 1995        |
| São José                | Brasil | 1996        |
| Coritiba                | Brasil | 1996 - 1997 |
| Kashiwa Reysol          | Japón  | 1998        |
| Coritiba                | Brasil | 1999 - 2000 |
| Palmeiras               | Brasil | 2000 - 2001 |
| Ituano                  | Brasil | 2002        |
| Ponte Preta             | Brasil | 2002        |
| Grêmio                  | Brasil | 2003        |
| Marília                 | Brasil | 2003        |
| Santos                  | Brasil | 2004 - 2005 |
| Tokyo Verdy             | Japón  | 2006        |
| Marília                 | Brasil | 2007        |
| Itumbiara               | Brasil | 2008        |
| Ipatinga                | Brasil | 2008        |
| Grêmio Barueri          | Brasil | 2008 - 2009 |
| Itumbiara               | Brasil | 2010        |
| Marília                 | Brasil | 2010        |
| Sertãozinho             | Brasil | 2011        |